# Żupania vukowarsko-srijemska
Żupania vukowarsko-srijemska (chorw. Vukovarsko-srijemska županija) – komitat położony we wschodniej części Chorwacji. Obejmuje wschodnią Slawonię i zachodni Srem. Jego stolicą jest Vukovar. W 2011 roku liczył 179 521 mieszkańców.

## Podział administracyjny
Żupania vukowarsko-srijemska jest podzielona na następujące jednostki administracyjne:

- miasto Ilok
- miasto Otok
- miasto Vinkovci
- miasto Vukovar
- miasto Županja
- gmina Andrijaševci
- gmina Babina Greda
- gmina Bogdanovci
- gmina Borovo
- gmina Bošnjaci
- gmina Cerna
- gmina Drenovci
- gmina Gradište
- gmina Gunja
- gmina Ivankovo
- gmina Jarmina
- gmina Lovas
- gmina Markušica
- gmina Negoslavci
- gmina Nijemci
- gmina Nuštar
- gmina Privlaka
- gmina Stari Jankovci
- gmina Stari Mikanovci
- gmina Štitar
- gmina Tompojevci
- gmina Tordinci
- gmina Tovarnik
- gmina Trpinja
- gmina Vođinci
- gmina Vrbanja

## Narodowości
- Chorwaci – 160 277
- Serbowie – 31 664
- Węgrzy – 2 047
- Rusini – 1 796
- Słоwacy – 1 338
- Inni – 7 646